# Allan Sandage
Allan Rex Sandage (Iowa City, 18 juni 1926 – San Gabriel (Californië), 13 november 2010) was een Amerikaans astronoom.

## Biografie
Sandage studeerde aan de universiteit van Illinois en aan het California Institute of Technology (Caltech) waar hij vanaf 1949 als student van Walter Baade zich met astronomie bezighield. In 1953 promoveerde hij met een proefschrift over de bolvormige sterrenhoop Messier 3. In 1952 werd hij de assistent van Edwin Hubble bij de sterrenwachten van Palomar en Mount Wilson (huidige sterrenwacht van Carnegie Institution of Washington) in Pasadena.
Na het overlijden van Hubble in 1953 neemt Sandage de leiding over van diens kosmologisch onderzoeksprogramma. Hierbij gaat zijn aandacht vooral uit naar het bepalen van de exacte waarde van de Hubbleconstante (H0). Met deze constante, in de jaren 1920 door Hubble bedacht, kan de uitdijingsnelheid gemeten worden en daarmee ook de ouderdom van het heelal. In 1958 schatte Sandage de waarde van H0 op 75 km/sec per megaparsec, wat een leeftijd van het heelal van 15 miljard jaar opleverde.
In 1960 ontdekte Sandage de zichtbare equivalent van de kosmische radiobron, de quasar. Voor zijn grote wetenschappelijke bijdragen heeft Sandage tal van onderscheidingen ontvangen, waaronder de Eddington Medal (1963), een Gouden medaille van de Royal Astronomical Society (1967), de Amerikaanse Bruce Medal (1975) en de Crafoordprijs (1991). In 1985 publiceerde hij mee de Virgo Cluster Catalogue waar hij eind jaren '70 en begin jaren '80 aan had gewerkt. Hij overleed op 84-jarige leeftijd thuis in San Gabriel.